# Carlos Colón, Sr
Pour les articles homonymes, voir Carlos Colón.
Carlos Edwin Colón Gonzalez, plus connu sous le nom de Carlos Colón, Sr. (né le 18 juillet 1948 à Santa Isabel, Porto Rico), est un catcheur (lutteur professionnel) et promoteur de catch portoricain.
Il est l'un des trois cofondateurs de Capitol Sports Promotions / World Wrestling Council (CSP puis WWC à partir de 1995). Il en devient le catcheur vedette et remporte le championnat d'Amérique du Nord du CSP à huit reprises, le championnat poids lourd de Porto Rico à neuf reprises et le championnat poids lourd universel du CSP / WWC à 26 reprises. Il a aussi un règne non officiellement reconnu de champion du monde poids lourd de la National Wrestling Alliance début 1983.
Il est membre du Hall of Fame de la World Wrestling Entertainment depuis 2014 et du Wrestling Observer Hall of Fame depuis 2015.

## Jeunesse
Colón Gonzalez nait à Santa Isabel et a six frères et sœurs, sa famille immigre aux États-Unis et vivent à New York à partir de 1961. Il grandit dans le quartier du Queens et se passionne pour le catch, un de ses catcheurs favoris de l'époque est Antonino Rocca. Il s'entraine d'ailleurs dans le gymnase que Rocca fréquente quand il est à New York et apprend le catch tout seul avec l'aide d'autres catcheurs qui le conseille.

## Carrière de catcheur

### Débuts (1965-1973)
Alors qu'il s'entraine à New York, Colón rencontre un promoteur de catch de Boston qui lui donne sa chance. Pour son premier combat le 16 février 1966, il perd face à Bobo Brazil. Il lutte à travers les États-Unis sous le nom de Prince Kahulia puis sous le nom de Carlos Belafonte.
Il travaille au Canada en 1972 à la Stampede Wrestling et y remporte avec Gino Caruso le championnat international par équipes de la Stampede le 13 avril 1973 après leur victoire face à Michel Martel et Danny Babich,. Ils rendent leur titre vacant en cours d'année,. Il y est aussi le rival d'Abdullah the Butcher qui est alors champion d'Amérique du Nord de la Stampede et qu'il affronte à de nombreuses reprises.

### Capitol Sports Promotions / World Wrestling Council (1974-2008)
En 1973, Colón s'associe avec Victor Jovica et Gorilla Monsoon pour créer Capitol Sports Promotions (CSP) à Porto Rico. Lors du tout premier spectacle de CSP, il fait équipe avec Gino Caruso et perdent face à Don Serrano et Huracán Castillo pour le championnat par équipes d'Amérique du Nord de CSP.

## Vie privée
Colón Sr. épouse une femme du nom de Nancy qui est canadienne. Ils ont quatre enfants : Carlos, Jr., Edwin, Stacy et Melissa. Il est aussi l'oncle d'Orlando Colón qui est aussi catcheur.

## Palmarès
- Capitol Sport Promotions / World Wrestling Council
  - 26 fois champion poids lourd universel[10]
  - 8 fois champion d'Amérique du Nord[11]
  - 3 fois champions du monde par équipe avec Jose Rivera, Pedro Morales et Invader I[12]
  - 9 fois champion par équipe d'Amérique du Nord avec Gino Caruso, Bob Ellis, Jose Rivera (2 fois), Victor Jovica, Chief Thunder Cloud, Huracán Castillo, Eric Froelich et Invader I[13]
  - 1 fois champion du monde poids lourd junior[14]
  - 9 fois champion poids lourd de Porto Rico[15]
  - 4 fois champion Télévision[16]
  - 2 fois champion hardcore de Porto Rico[17]